# Георгиевский уезд
Георгиевский уезд) — административно-территориальная единица Кавказского наместничества Российской империи, существовавшая в 1785—1830 годах.
Административный центр — город Георгиевск.

## История
Образован в составе Кавказского наместничества 5 мая 1785 года как Георгиевский уезд с центром в городе Георгиевск. 
В 1827 году уезд преобразован в одноимённый округ Кавказской губернии.
Указом Сената от 14(21) мая 1830 года Георгиевский округ Кавказской области был переименован в Пятигорский, в связи с перенесением центра в город Пятигорск.

## Административное устройство

### По состоянию на 1789 год
В ведомости значатся:
села
- Новозаведенное - 1182 д.м.п. и 579 д.ж.п. (гл. обр. экономические и дворцовые крестьяне, а также однодворцы)
- Обильное - 1348 д.м.п. и 822 д.ж.п. (гл. обр. однодворцы)
- Подгорное - 1058 д.м.п. и 740 д.ж.п. (гл. обр. однодворцы)

слобода
- Александрия - 838 д.м.п. и 545 д.ж.п. (гл. обр. однодворцы)